# Chorin Ferenc (politikus)
Chorin Ferenc (Arad, 1842. május 11. – Budapest, 1925. január 20.) jogász, politikus, üzletember, a magyar főrendiház tagja, országgyűlési képviselő, a Magyar Gyáriparosok Országos Szövetségének elnöke, a Magyar Nemzeti Bank főtanácsosa. Fia, ifjabb Chorin Ferenc a Horthy-korszak egyik legbefolyásosabb üzletembere volt.

## Életpályája
Zsidó családból származott. Édesapja, Chorin Karl Zacharias (1794–1868), édesanyja Gottlieb Anna volt. Nagyapja Chorin Áron hírneves aradi főrabbi volt. Jogi tanulmányait részint külföldön, részint Budapesten végezte. Az ügyvédi oklevél megszerzése után Aradon telepedett le, ahol az ellenzék megbízásából az „Alföld” című politikai napilapot szerkesztette, s ügyvédi gyakorlatot is folytatott. Mint a balközép hívét 1867-ben képviselőnek választották meg, és mint ilyen élénken részt vett a Ház tárgyalásaiban, főleg az igazságügyi kérdéseknél; tagja volt az ipartörvény és a bűnvádi eljárás ideiglenes szabályozása tárgyában kiküldött bizottságoknak. 1872-től megszakításokkal balközép, szabadelvű párti, mérsékelt ellenzéki, majd 1884-től ismét szabadelvű párti országgyűlési képviselő. 1875-1881 között az aradi, 1881-ben pedig a baksai kerület választotta meg, majd az aranyosmeggyesi kerületet képviselte. 1884-től elnöke volt a mentelmi bizottságnak. 1899-ben újfent kilépett, majd a Széll-kormány megalakulásakor visszatért a szabadelvű frakcióba. Később a főrendiházi örökös tagjává nevezték ki Chorint, aki ekkor már kikeresztelkedett. 

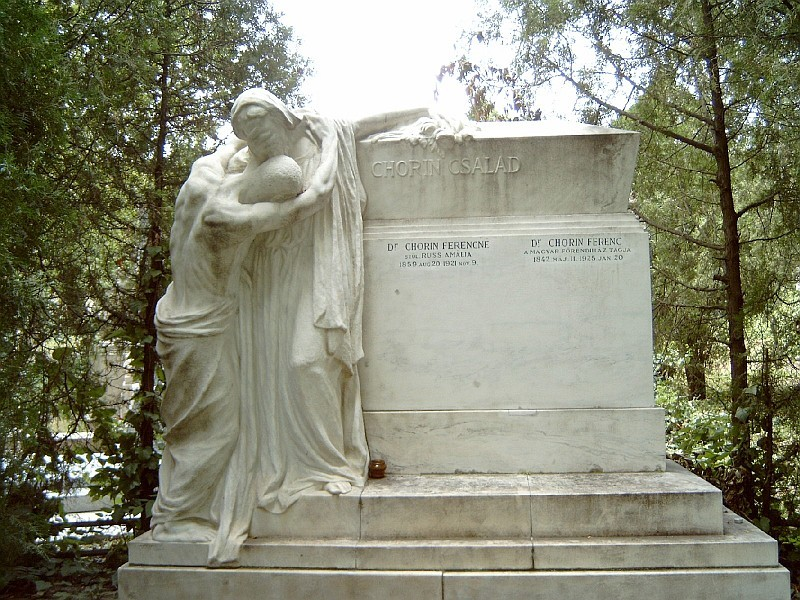
Chorin Ferenc sírja Budapesten. Kerepesi temető: 26/1-1-14. Horvay János alkotása.

Alapítója és 1903-tól haláláig elnöke volt a Salgótarjáni Kőszénbánya Rt.-nek. 1902-ben Hatvany-Deutsch Sándorral megalapította a Gyáriparosok Országos Szövetségét (GYOSZ), amit naggyá fejlesztett. 1903-ban került a főrendi házba, és a delegációban vitt vezető szerepet, rendkívüli energiával és szaktudással képviselve a magyar ipar érdekeit. Fia, Chorin Ferenc gyáros lett.

## Emlékezete
Dorogon és Bátonyterenyén (Kisterenye) a Chorin-telep nevű bányász kertvárosok viselik a települések fejlődését nagymértékben elősegítő bányavállalat elnökének nevét.

## Külső hivatkozások
- Chorin Ferenc a Magyar életrajzi lexikonban
- Chorin Ferenc a Sturm féle Magyar Országgyűlési Almanach 1910-1915-ben
- Dorogi lexikon A–Zs. Szerk. Solymár Judit, Kovács Lajos. Dorog: Dorogi Közművelődési Közhasznú Társaság. 2000.  ISBN 963-00-4973-2